# Kelly McGonigal
Kelly McGonigal (21 d'octubre de 1977) és una psicòloga de la salut coneguda per la seva tasca en el camp de l'autoajuda, branca de la psicologia que té per objectiu intentar ajudar a les persones assolir els seus objectius a partir de l'elaboració dels conflictes interns. Diferents articles seus als mitjans de comunicació relacionen els propis conflictes interns amb l'estil de vida i la salut dels individus. En aquest sentit, el seu principal camp d'estudi ha estat l'estrès. En una xerrada al TEDGlobal 2013 va emfasitzar la importància de la creença subjectiva de l'individu en positivitzar l'estrès com a mecanisme per convertir l'estrès en beneficiós per a la salut.

## Background i carrera professional
McGonigal, germana bessona de la dissenyadora de jocs Jane McGonigal, fou criada a Nova Jersey, filla de mestres d'escola pública que van emfasitzar en el seu desenvolupament intel·lectual. La relació amb els seus pares, tot i que la defineix com a gratificant, també la relaciona amb un excessiu proteccionisme que descriu com estressant i gratificant a la vegada Graduada en psicologia i en comunicació de masses per la Boston University es va doctorar a Universitat Stanford on exerceix com a professora i investigadora

### Autocontrol
Practicant de meditació, McGonigal fou editora en cap de la  International Journal of Yoga Therapy entre 2005 i 2012 i defensora del ioga com un instrument per assolir fites i de salut física i mental. El seu camp d'estudi es basa en l'efecte que la meditació fa al cervell segons el model Ego depletion, també anomenat teoria de l'auto-control ideada per Roy Baumeister. McGonigal defensa que la teoria que l'autocontrol és com un múscul i que usem i que s'esgosta. Com a escriptora i investigadora en aquest camp, McGonigal sovint ha estat citada pel seus punts de vista sobre la força de voluntat.

## Força de voluntat
McGonigal defineix la força de voluntat com "l'habilitat de fer el que realment vols quan una part de tu mateix no ho vol", i diu que les persones experimentem conflictes entre l'impuls i l'autocontrol en contexts personals i socials com quan volem menjars dolços, ser sarcàstics o queixar-nos. Segons McGonigal els sers humans hem desenvolupat la capacitat de reprimir els nostres instints a conseqüència de la necessitat de viure en societat, la qual sovint ens obliga a escollir l'opció més complicada. Per aquest motiu, McGonigal, assevera que la manca de força de voluntat pot ser contagiosa dins d'un grup, ja que no deixa un mecanisme de control social, que al trencar-se perd força

## Estrès com a amic
En una xerrada donada a la TEDGlobal 2013 que ha estat altament visitada, McGonigal va presentar la novetat de veure l'estrès, no com un fenomen negatiu, sinó positiu. Segons ella, l'estrès prové de l'oxitocina, i és una reacció fisiològica enfront una amenaça. Quan l'estrès és percebut com quelcom negatiu aquest provoca danys en la salut de l'organisme i provoca un augment de la mortalitat, però quan l'estrès és percebut com quelcom positiu que ens ajuda a afrontar una amenaça, no tan sols no existeixen aquests perjudicis per a la salut sinó que les probabilitats d'èxit augmenten.

## Llibres
- Yoga for Pain Relief: Simple Practices to Calm Your Mind and Heal Your Chronic Pain (2009, ISBN 978-1572246898)
- The Willpower Instinct: How Self-Control Works, Why It Matters, and What You Can Do to Get More of It (2012, ISBN 978-1583335086)
- The Neuroscience of Change: A Compassion-Based Program for Personal Transformation (2012, ISBN 978-1604077902)